# Красников, Геннадий Николаевич
Генна́дий Никола́евич Кра́сников (род. 30 августа 1951, пос. Максай, Чкаловская область) — советский и российский поэт, переводчик, публицист, эссеист; доцент кафедры литературного мастерства Литературного института имени А. М. Горького.

## Биография
Родился в посёлке Максай близ Новотроицка. С 14 лет работал автоэлектриком, электриком; учился в вечерней школе, которую окончил в 1969 году. Одновременно занимался в литературном объединении при заводской многотиражке «Металлург» и городской газете «Гвардеец труда» у А. М. Цирлинсона.
В 1974 году окончил факультет журналистики Московского университета с квалификацией «литературный работник».
Работал корреспондентом районной газеты в городе Озёры Московской области. В 1978—1992 годы работал в издательстве «Молодая гвардия» редактором альманаха «Поэзия» (вместе с Н. К. Старшиновым), с 1992 — главным редактором издательства «Звонница-МГ», директором одного из коммерческих издательств. Спустя некоторое время посвятил себя творчеству.
С 2006 года — доцент Литературного института им. А. М. Горького, ведёт поэтический семинар на заочном отделении.
Неоднократно входил в состав жюри литературных поэтических конкурсов, литературных фестивалей, Горьковской литературной премии за 2012 год (2013).
Член Союза писателей СССР, Союза писателей России (с 1999 — член контрольно-ревизионной комиссии Союза). Живёт в городе Лобня Московской области.

### Семья
Мать — Нина Андреевна.

## Творчество
Первые стихи опубликовал в газетах Новотроицка. В центральной печати дебютировал в 1977 году.
Автор книг стихов: «Птичьи светофоры» (1981), «Пока вы любите…» (1985), «Крик» (1987), «Не убий!» (1990), «Голые глаза» (Монреаль, 2002), «Кто с любовью придёт…» (2005), «Все анекдоты рассказаны» (2016). В центральных журналах и газетах публикует переводы, публицистику, эссе по вопросам литературы, культурософии, истории; в 2002 году выпустил книгу эссеистики «Роковая зацепка за жизнь Или в поисках утраченного Неба», в 2011 — «В минуты роковые. Культура в зеркале русской истории».
Некоторые из стихов положены на музыку. По поэме-плакату «Эпицентр» был поставлен спектакль в нескольких городах страны, а также на Оренбургском телевидении.
Составитель и редактор книг поэзии и прозы, среди которых произведения С. А. Есенина, М. И. Цветаевой, М. А. Волошина, А. А. Блока, Ю. В. Друниной, В. А. Кострова, Н. Н. Матвеевой, Л. Н. Васильевой, В. М. Гаршина, Б. А. Лавренёва, Л. Н. Андреева, Е. И. Замятина, Б. К. Зайцева, Н. С. Гумилёва и др.
Выпустил антологии «Русская поэзия. XX век» (1999, совместно с В. А. Костровым), «Русская поэзия. XXI век» (2009).
Участвовал во Всемирном фестивале искусств (Эдинбург, 1987), V Международном конгрессе «Русская словесность в мировом культурном контексте» (2014).
О творчестве Геннадия Красникова писали известные поэты и критики — Николай Старшинов, Юлия Друнина, Евгений Евтушенко (автор предисловия к первой книге Красникова), Андрей Дементьев, Владимир Костров, Игорь Шкляревский, Евгений Винокуров, Василий Казанцев, Вадим Шефнер, Ал. Михайлов, А. Пикач, Татьяна Бек, Алла Киреева, Игорь Волгин, Лариса Васильева, Григорий Калюжный, Юрий Болдырев, Любовь Калюжная, Николай Карпов, Николай Дмитриев, Св. Педенко и др.

## Отзывы
Вот книга первая поэта.

Она не слишком приодета.

В ней на коленях — пузыри,

и локти светят изнутри

…И это мужество и зрелость

перед собою и страной —

найти внутри такую смелость

быть не судьею, а виной.— Евтушенко Е. А. // Красников Г. Н. Птичьи светофоры: стихотворения. — М., 1981. — С. 3.

Сборник «Пока вы любите…» мне представляется одним из лучших среди книг молодых поэтов, изданных за последние годы. Тончайшее чувство лирики в сочетании с философским осмыслением жизни придают стихам Красникова особую притягательность и гармонию.— Винокуров Е. М. Прикосновение к истине // Комсомольская правда. — 1986. — 12 ноября.

## Награды и признание
- литературная премия имени М. Горького — за книгу «Птичьи светофоры»[10]
- литературная премия имени Б. Полевого — за антивоенную поэму-плакат «Эпицентр» (1983)[10]
- премия газеты «Литературная Россия» (1998)[10]
- премия журнала «Москва»
- Горьковская литературная премия (Российский фонд культуры, журнал «Литературная учёба»; 2005) в номинации «Весенние мелодии (поэзия)» — за стихотворение «Трудно быть поэтом в Вавилоне» и циклы стихов «Вещая птица»[15]
- Большая литературная премия России, 3-я премия (2011) — за стихи последних лет, подготовку и издание антологий «Русская поэзия. XXI век» и военной поэзии «Ты припомни, Россия, как всё это было!..»
- Всероссийская литературная премия имени К. Д. Бальмонта «Будем как солнце»
- Всероссийская Пушкинская премия «Капитанская дочка» (2010)[16] — за многолетнюю работу по сохранению пушкинской традиции русской поэзии и популяризацию лучших поэтических образцов современной отечественной поэзии[17]
- литературная премия имени Константина Симонова
- литературная премия имени Б. Корнилова «На встречу дня!»[11][13]
- номинант Патриаршей литературной премии имени святых равноапостольных Кирилла и Мефодия (2013)[17]
- литературная премия имени С. Т. Аксакова в номинации «Лучшее художественное произведение для детей и юношества» (2016)[13]
- Благодарность Министра культуры Российской Федерации (2016)[3]
- Знак отличия «За заслуги перед городом Лобня» (2016)[К 3].

## Комментарии
1. 1 2  Ныне посёлок Максай не существует, территория включена в состав города Новотроицк[4], Оренбургская область.
2. ↑  […] // Литературная Россия. — 1977. — № 27. — 1 июля.
3. ↑  Решение Совета депутатов города Лобня № 90/4 от 29.11.2016[3].